# Dimitrie Popescu
Pour les articles homonymes, voir Popescu.
Dimitrie Popescu, né le 10 septembre 1961 à Straja et mort le 11 novembre 2023, est un rameur d'aviron roumain.

## Palmarès

### Jeux olympiques
- 1984 à Los Angeles
  -  Médaille d'argent en deux barré
- 1988 à Séoul
  -  Médaille d'argent en quatre barré
- 1992 à Barcelone
  -  Médaille d'or en quatre barré
- 1992 à Barcelone
  -  Médaille de bronze en deux barré[2]

### Championnats du monde
- 1985 à Hazewinkel
  -  Médaille d'argent en deux barré
- 1987 à Copenhague
  -  Médaille de bronze en deux barré
- 1989 à Bled
  -  Médaille d'or en quatre barré
- 1996 à Motherwell
  -  Médaille d'argent en deux barré